# خط زمني لتاريخ الخرطوم
فيما يلي جدول زمني لتاريخ مدينة الخرطوم بالسودان .

## عصور ما قبل التاريخ
- قبل اكثر من 7000 سنة أقدم آثار بشرية موثّقة في منطقة الخرطوم؛ تم اكتشاف جمجمةٍ إنسان عاقلٍ وعظام بشرية وأدوات صوانية عام 1945، مما يدلّ على وجود استيطان مبكر على ضفاف النيل الأزرق، عُرف لاحقًا بثقافة «الخرطوم المبكرة».[1][2] وهو مصطلح أثري يُطلق على نمطٍ من الاستيطان يعود للألفية الخامسة قبل الميلاد، اتّسم باستخدام الأدوات الحجرية، وصناعة الفخار المزخرف، والصيد النهري.

## القرن التاسع عشر
- 1821 – أنشأ إبراهيم باشا الموقع الأول لبلدة الخرطوم عند ملتقى النيلين.
- 1824 – عيَّن الحاكمُ التركي-المصري عثمان بك الخرطوم مركزًا عسكريًا دائمًا للولاية.
- 1826 – تولّى علي إبن خورشيد باشا حكم السودان واتّخذ الخرطوم مقرًّا لإدارته.
- 1829 – تشييد أوّل مسجد كبير في البلدة الناشئة.
- 1830 – إعلان الخرطوم عاصمةً لـ«المتصرفيّات المصرية بالسودان».[3]
- 1832 – توسّع سوق تجارة الرق على ضفاف النيل الأزرق فأضحت الخرطوم أكبر سوق رقيقٍ في السودان.
- 1833 – اجتاح وباءُ الجدري المدينة فهجر كثيرٌ من سكّانها نحو الشمال.
- 1834 – بناء ثكنات بالطوب اللَّبن لجيش الخديوي التركي-المصري.
- 1835 – فيضان النيل الأبيض يُدمِّر الأكواخ النهريّة ويُفضي إلى مجاعة محليّة.
- 1836 – إنشاء أول خان (فُندق قوافل) لتجار دارفور وكردفان.
- 1837 – قدوم تُجّار يونانيين ولبنانيين وتكوّن «حيّ الفرنجة».
- 1838 – تفشّي وباء ونقل العاصمة مؤقتًا إلى شندي.[4]
- 1839 – صدور مرسوم منع تصدير الرقيق؛ لكنّ التجارة استمرّت سِرًّا عبر الخرطوم.
- 1840 – فيضان النيل (الأوّل في سلسلة فيضانات متقاربة).
- 1841 – فيضان ثانٍ يفاقم الأضرار.
- 1842 – وباء الكوليرا يحصد نصف السكان البلدة بحسب رسائل الإرساليات.
- 1843 – تنظيم طريق قوافل رسمي إلى دارفور وتأسيس وكالات الشحن.
- 1844 – افتتاح أوّل مكتب بريدي رسمي يربط الخرطوم بالقاهرة.
- 1845 – حريق ضخم يدمّر سوق الغلال (أكثر من 300 دكّان).
- 1846 – وصول أول بعثة تبشيريّة كاثوليكيّة (الآباء اللعازاريون).
- 1847 – تجارب التلغراف بين معسكر الجيش ودار الحاكم العام.
- 1848 – تشييد سدود طينية على الشاطئ للحماية من الفيضانات.
- 1849 – بناء مقياس للنيل («نيلومتر») عند ملتقى النيلين.
- 1850 – إدخال أوّل مراكب بخاريّة صغيرة تربط الخرطوم بعَطْبرة.
- 1851 – الموافقة على مدّ خط تلغرافي حتى وادي حلفا.
- 1852 – افتتاح أوّل كتّاب للبنات داخل السوق.
- 1853 – بناء «قصر الحاكم العام» (قصر غوردون لاحقًا) على النيل الأزرق.
- 1854 – تولّي محمد سعيد باشا الحكم.
- 1855 – استقدام مطبعة بخاريّة حكوميّة من القاهرة.
- 1856 – وباء جديد يتكرر ونقل العاصمة ثانيةً إلى شندي.
- 1857 – القنصل-التاجر البريطاني جون بيثريك يؤسس مخازن للعاج.
- 1858 – توزيع أوّل نشرة عربية مطبوعة بعنوان «جريدة الخرطوم».
- 1859 – تدشين كنيسة صغيرة للإرساليّة الكاثوليكيّة قرب السوق.
- 1860 – تنظيم شرطة بلدية قوامها 200 فرد.
- 1861 – تمرد جزء من الحامية التركية وقمعه بتعزيزات من القاهرة.
- 1862 – تأسيس غرفة تجارة الخرطوم.
- 1863 – ازدهار تصدير القطن أثناء الحرب الأهلية الأمريكيّة.
- 1864 – جفاف عام في الجزيرة يرفع أسعار الحبوب بالمدينة.
- 1865 – موجة كوليرا ثانية تهجر الآلاف.
- 1866 – افتتاح قنصليات النمسا وفرنسا وإيطاليا وفارس وتوسكانة.
- 1867 – اكتمال خط التلغراف إلى القاهرة واستقبال أول برقية في تمّوز/يوليو.
- 1868 – التقاط أقدم صورة فوتوغرافية للخرطوم بعدسة مهندس بريطاني.
- 1869 – فيضان النيل.[5]
- 1870 – إنشاء «مكتب قمع تجارة الرقيق» بأمر الخديوي إسماعيل.
- 1871 – تعزيز التحصينات وإقامة بطارية «الخليج» بأربع مدافع.
- 1872 – فيضان يُلحق ضررًا بحي الإرساليّة والحي اليوناني.
- 1873 – تدشين أوّل مجلس بلدي لإدارة شؤون النظافة.
- 1874 – فيضان جديد.
- 1875 – افتتاح فرع للبنك الأنكلو-مصري لتمويل تجارة القطن.
- 1876 – البدء في مشروعات تصريف مياه بقيادة الحاكم شارل شاييه-لونغ.
- 1877 – تعيين غوردون باشا حاكمًا عامًّا وتشديد حملات مكافحة الرق.
- 1878 – فيضان آخر.
- 1879 – انتفاضة قبيلة جهينة حول الخرطوم وقمعها بقوات غوردون.
- 1880 – جفاف وجراد تؤدّيان إلى أعمال شغب على الخبز.
- 1881 – اندلاع الثورة المهدية وتسرّب نداء المهدي إلى المدينة.
- 1882 – استكمال سواتر ترابية وإدخال مدافع على البواخر الحربيّة.
- 1883 – هزيمة حملة هيكس باشا في شيكان وتدفق اللاجئين إلى الخرطوم.
- 1884 – 13 مارس: بدء حصار الخرطوم.
- 1885 – 26 يناير: سقوط الخرطوم ومقتل غوردون وسيطرة قوات أنصار المهدي ونهب الخرطوم وأسر عدد كبير من أهلها. وانتقال مقرّ الحكومة إلى أم درمان.
- 1886 – الخليفة عبد الله يُحصّن الخرطوم ويجنّد أهاليها قسرًا.
- 1887 – بناء أسطول نهري صغير تابع لعبد الله التعايشي على يد السكان الأصليين في جزيرة توتي.
- 1888 – مجاعة وجدري تحت حكم الخليفة تؤدي لانخفاض كبير في عدد السكان.
- 1889 – وباء كوليرا وعزل صحي حول الخرطوم.
- 1891 – انفجار مخزن ذخيرة.
- 1894 – إعادة خط التلغراف إلى القاهرة على يد مهندسين أنجليز-مصريين.
- 1895 – تجميع الأسطول النهري «الظافر» و«الفتح» لحملة استرداد السودان.
- 1896 – مدّ خط السكة الحديد عبر جسر عطبرة باتجاه الخرطوم لدعم حملة كتشنر.
- 1898 – 2 سبتمبر: هزيمة جيش الدراويش او المهدية في معركة أم درمان، ودخول كتشنر الخرطوم؛ وعودة مقر الحكومة الى الخرطوم.[3]
- 1899 – إعلان الخرطوم عاصمة السودان الإنجليزي المصري؛ وافتتاح خط سكة حديد وادي حلفا–الخرطوم؛ وصدور «الغازيتة السودانية» أول صحيفة رسمية.[6] كما أرست اتفاقية يوليو أسس الحكم الثنائي البريطاني-المصري.

## القرن العشرون

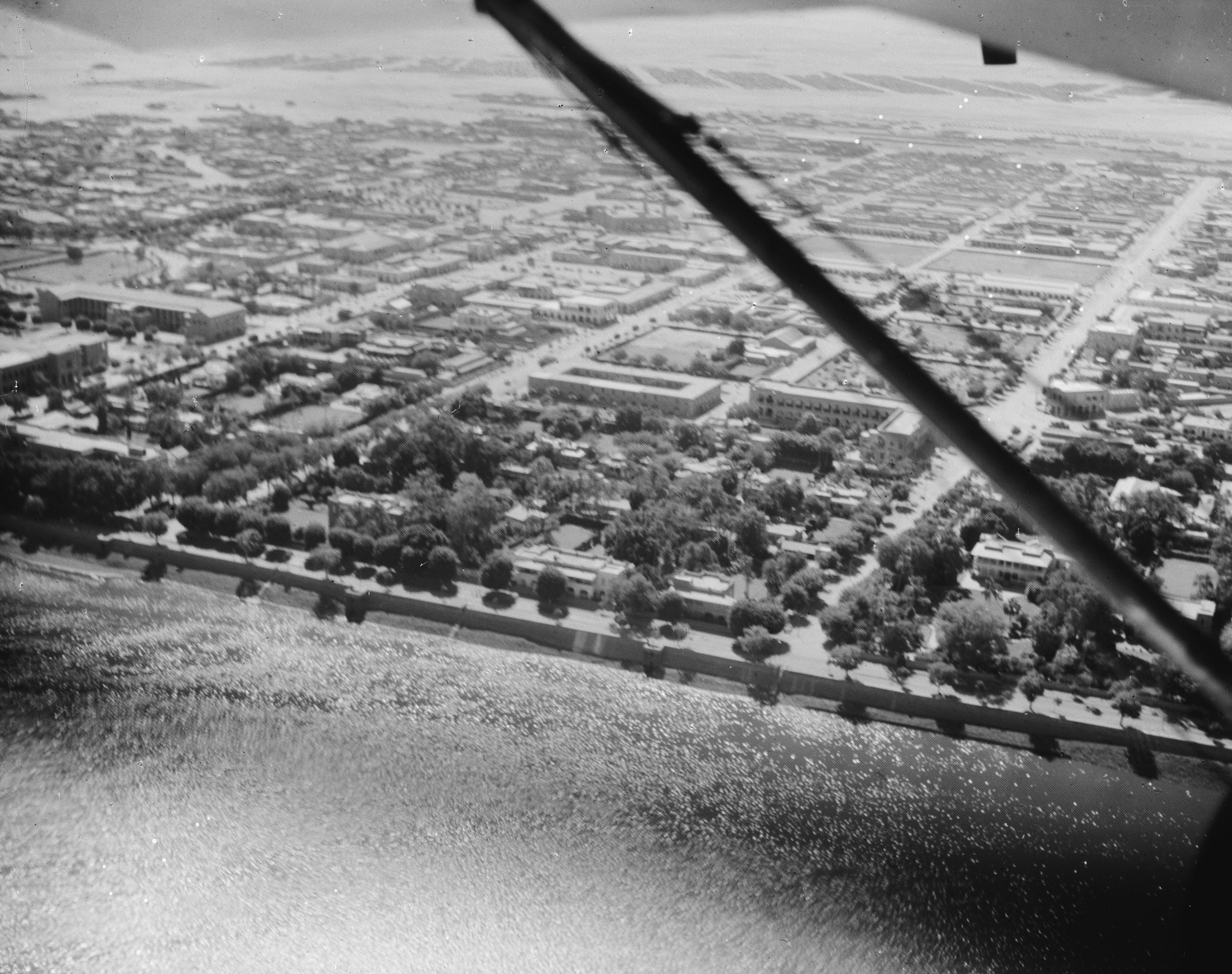
صورة جوّية للخرطوم 1936

### عقد 1900 الى 1909
- 1900 – إنشاء مصلحة الأشغال العموميّة التي تولّت ردم المستنقعات حول الأزرق.
- 1900 – تأسيس مجلس بلدية الخرطوم الأول بمرسوم الحاكم العام لتنظيم شؤون النظافة والجباية.[7]
  - 1901 – إنشاء مطبعة السودان الحكومية قرب سراي الحاكم لاستصدار الجريدة الرسمية والمنشورات الإدارية.
- 1901 – تدشين خطِّ مواصلات نهرية منتظمة إلى سنار.
- 1901 – إنشاء مطبعة السودان الحكومية قرب سراي الحاكم لاستصدار الجريدة الرسمية والمنشورات الإدارية.
- 1902
  - افتتاح مختبرات ولْكَم للأبحاث الاستوائية، ومدرسة البنات القبطية.
  - تقدير عدد السكان بنحو 25٬000 نسمة.[8]
- 1903 – افتتاح «كلّية غوردون التذكاريّة» نواة جامعة الخرطوم.
- 1904 – تشغيل مقسم التلغراف اللاسلكي (ماركوني) داخل ثكنة الجيش.
- 1904 – افتتاح دار الكتب الحكومية بشارع الجمهورية؛ كانت أول مكتبة عامة مفتوحة للمدنيين والموظفين.
- 1905 – تأسيس الكلّية الحربيّة.
- 1905 – تشييد ثكنة الجيش البريطاني بالخرطوم قرب المقرن لتأمين الحامية الاستعمارية.[9]
- 1906 – رصف أوّل شارع بالحجر بين القصر وشارع النيل.
- 1906 – تشكيل محكمة القضاء المختلط للفصل في النزاعات بين الأجانب والسودانيين وفق القوانين البريطانية-المصرية.
- 1907 – تعداد السكان: 69٬349 نسمة.[3]
- 1908 – بناء فندق «غراند هوتيل» على شاطئ النيل الأزرق.
- 1908 – إنشاء ترسانة الخرطوم الحربية لصيانة القطع المدفعية وسكك الحديد العسكرية في بحري.
- 1909 – تشييد جسر النيل الأزرق الحديدي الرابط بالخرطوم بحري.

### عقد 1910 الى 1919
- 1910 – تأسيس إدارة صحية بلدية، وبداية تطعيمات الجدري إجبارياً.
- 1910 – إنشاء إدارة البريد والبرق المركزية وبناء مكتب بريد الخرطوم الكبير بشارع القصر.
- 1911 – صدور صحيفة Sudan Herald.
- 1912 – تدشين كاتدرائية «كلّ القدّيسين».[10]
- 1913 – مجاعة كبرى بسبب الجفاف وانتشار الحمّى الإسبانيّة لاحقاً.[11]
- 1914 – إقامة أوّل سباق خيول على ميدان «مروي».
- 1914 – افتتاح رصيف الميناء النهري على النيل الأبيض لتزويد القوات والمؤن.
- 1915 – تشكيل أول نقابة عمّال بالسكة الحديد.
- 1916 – تجنيد آلاف في «قوّة الدفاع السودانية» للحرب العالمية الأولى.
- 1917 – جلب سيّارات إطفاء بريطانية وإنشاء أول محطة مطافئ.
- 1918 – إنشاء محطة رصد جوي رسميّة بمطار الخرطوم الميداني.
- 1919 – تأسيس نادٍ ثقافي باسم «النادي الأدبي السوداني».
- 1919 – تأسيس مصلحة الآثار والمتاحف واتخاذ سراي الحكم المصري مقراً مؤقتاً لها.
- 1919 – بناء معسكر الشجرة جنوبي العاصمة ليصبح لاحقاً إحدى أكبر الحاميات السودانية.

### عقد 1920 الى 1929
- 1920 – افتتاح معمل طباعة نقود الورق التابعة لحكومة السودان.
- 1920 – مدُّ خطِّ سكك حديد الخرطوم–ود مدني لدعم الإمداد العسكري والزراعي مع الجزيرة.
- 1921 – عقد المؤتمر الجنوبي الأوّل؛ بداية الجدل حول «سياسة المناطق المغلقة».
- 1922 – ظهور أول جمعية طلابيّة في كلية غوردون تطالب بتمثيلٍ وطني.
- 1922 – تدشين محطة مياه المقرن كأول مشروع حديث لمعالجة الماء.
- 1923 – تركيب شبكة إنارة كهربائية بشارع الجمهورية.
- 1924
  - مظاهرات في الحاميات والكليات العسكرية السودانية ضد الاستعمار البريطاني بعد طرد الحاميات والفرق المصرية.[11]
  - فيضان النيل.[5]
  - إنشاء «مدرسة كتشنر الطبيّة».
- 1925 – إعادة تنظيم الجيش السوداني بعد تمرد 1924.
- 1926 – تشييد جسر النيل الأبيض إلى أم درمان.
- 1927 – تأسيس «نقابة عمّال البريد والبرق».
- 1928 – إنشاء «مدرسة الاتحاد العليا للبنات».
- 1929 – الأزمة الاقتصاديّة العالمية تؤدي لإقفال عشرات المتاجر الأجنبية.

### عقد 1930 الى 1939
- 1930 – إنشاء معهد أبحاث نبات القطن بدعم بريطاني.
- 1930 – تشييد دار الشرطة المركزية بشارع الجامعة.
- 1931 – إطلاق إذاعة الخرطوم اللاسلكية (موجة قصيرة).
- 1931 – إنشاء المعهد الفني (لاحقاً كلية الهندسة) لتخريج فنيين لسلك الأشغال والسكك الحديد.
- 1932 – أول عرض سينمائي تجاري في «سينما كوليزيوم».
- 1933 – بناء مستشفى الخرطوم التعليمي الجديد بطاقة 350 سرير.
- 1934 – سنّ أول لائحة بلدية لتنظيم البناء بالطوب والأسمنت.
- 1935 – تشكيل «الجمعية الأدبية الإسلامية» بجامعة غوردون.
- 1936 – توقيع معاهدة 1936 المصرية-البريطانية ورفع العلم المصري بجوار البريطاني على القصر.
- 1937 – حريق سوق أم درمان ينعكس على أسعار السلع في الخرطوم.
- 1938 – تأسيس «نادي الخريجين» الذي قاد الحركة الوطنية لاحقاً.
- 1938 – إنشاء مطار ود البشير العسكري-يعرف حاليا بإسم مطار قاعدة وادي سيدنا- أو ما سمي أنذاك مطار شجرة غوردون "Gordon’s Tree" أو الشجرة غرب أم درمان كمهبط لطائرات التدريب البريطانية.
- 1939 – تعبئة عامّة لقوّات الدفاع السودانية مع اندلاع الحرب العالمية الثانية.

### عقد 1940 الى 1949
- 1940 – فرض تعتيم ليلي تحسّباً لغارات المحور.
- 1940 – افتتاح مستشفى القوات المسلحة في شمال الخرطوم أو الخرطوم بحري لعلاج العسكريين.
- 1941 – إنشاء مهبط طائرات جديد جنوب المدنية (سيتحوّل لاحقاً إلى المطار الدولي).
- 1941 – إقامة القاعدة الجوية بأم درمان لدعم عمليات الحلفاء في مسرحي شمال وشرق أفريقيا خلال معارك الحرب العالمية الثانية.
- 1942 – إرسال بعثات طبية من الخرطوم لمعركة العلمين لعلاج الجرحى.
- 1943 – بداية مشروع «المنطقة الصناعية» شرق المدينة.
- 1943 – اكتمال ورشة السكك الحديد المركزية في بحري لصناعة عربات السكة وإصلاحها.
- 1944 – افتتاح أول خط أوتوبيس داخلي بين الخرطوم وأم درمان.
- 1945 – اكتشاف مقبرة «الخرطوم القديمة» وإعلانها موقعاً أثرياً.
- 1946 – فيضان النيل يشرّد الآلاف ويطلق خطة كورنيش النيل.
- 1947 – مؤتمر جوبا وتزايد وفود الجنوبيين إلى العاصمة للمطالبة بالفيدرالية.
- 1947 – بناء كوبري الحرية (أول جسر معدني يربط الخرطوم بالخرطوم بحري عبر النيل الأزرق).
- 1948 – تأسيس النادي القبطي الرياضي والثقافي.
- 1949 – تدشين برج مياه الخرطوم (خزان أبو القنب).

### عقد 1950 الى 1959
- 1950 – إنشاء «نادي الخرطوم الرياضي» لكرة القدم.
- 1950 – افتتاح معهد الخرطوم الفنّي بوصفه أوّل مؤسسة للتعليم التقني والصناعي في البلاد؛ تحوّل لاحقاً إلى «جامعة السودان للعلوم والتكنولوجيا».
- 1951 – إدخال التليفون الآلي بين الخرطوم والقاهرة.
- 1952 – افتتاح فندق «أكروبول» اليوناني.
- 1952 – صدور «قانون الحكم الذاتي» واتخاذ مجلس الوزراء السوداني المؤقّت مقره في القصر الحكومي بالخرطوم، إيذاناً بانتقال السلطة من الإدارة البريطانية-المصرية إلى قيادة سودانية مدنية.
- 1953 – إجراء أول انتخابات برلمانية سودانية؛ أُقيمت مراكز الاقتراع والإعلان عن النتائج في الخرطوم، وفاز الحزب الوطني الاتحادي بأغلبية مقاعد الجمعية التشريعية.
- 1953 – أول مظاهرة نسائية تطالب بالحق في التصويت.
- 1954 – تعداد تقديري: 100٬000 نسمة تقريباً.
- 1954 – اندلاع انتفاضة طلاب يتبع أغلبهم لحزب الأمة في كلية غوردون التذكارية (نواة جامعة الخرطوم) احتجاجاً على مشروع «الاتحاد مع مصر»؛ تحول الى صدامات عنيفة ضد القوات النظامية بعد خروج المظاهرات من الحرم الجامعي الى الشوارع الرئيسية سقط خلالها قتلى واعتُبرت بداية التوتّرات السياسية العنيفة في العاصمة.
- 1954 – تصاعد التوترات بين الطائفتين الاكبر في البلاد بين أنصار المهدي وعلى الضد منهم الختمية.
- 1955 – مساحة المدينة 7.9 كم².
- 1955 – تمرد كتائب قوة دفاع السودان الجنوبية في تورتيت معلنة بداية اول حرب أهلية في السودان قبيل الإستقلال بخمسة شهور.
- 1955 – تجمّعات جماهيرية كبيرة في الخرطوم تنديداً بـ«تمرد توريت» في الجنوب، وإعلان حالة الطوارئ المحدودة حول الثكنات العسكرية بالعاصمة.
- 1956
  - 1 يناير: إعلان استقلال السودان واتخاذ الخرطوم عاصمةً اتحادية.
  - تحويل كلية غوردون إلى جامعة الخرطوم.
  - 1956 – إنشاء «وكالة السودان للأنباء – سونا» في الخرطوم كأول وكالة وطنيّة رسميّة.
  - تحويل لعدد كبير من أسماء الشوارع والجسور في العاصمة. في محاولة لتطهير المدينة من الإرث الإستعماري.
- 1957 – افتتاح استاد الخرطوم وبدء أول دوري كرة قدم وطني يُقام كليّاً في العاصمة واستضافة كأس الأمم الأفريقية الأولى.
- 1958 – وصول أول سرب من طائرات ميغ-15 السوفيتية وتمركزه بقاعدة الخرطوم الجوية.
- 1958 – انقلاب الفريق عبود؛ فرض أحكام الطوارئ بالعاصمة.
- 1958 – بداية موجات النزوح من غرب إفريقيا والساحل بفعل اول جفاف لبحيرة تشاد ومن جنوب السودان مع بدايات التمرّد.
- 1959 – إنشاء مصنع سكر الجنيد وتدشين مكتب التسويق بالخرطوم.
- 1959 – افتتاح كلية الشرطة القومية في ضاحية بحري لتعويض الأكاديمية العسكرية القائمة منذ بداية الحكم الإنجليزي-المصري وتلبية الحاجة إلى جهاز شرطي وطني بعد الجلاء.
- 1959 – توقيع اتفاقية مياه النيل الفرعية بالخرطوم بين حكومة عبود وخبراء مصريين لوضع التصورات الأولية لخزان الروصيرص وتعلية خزان سنار، ما أطلق لاحقاً مشروعات الرّي والزراعة الكبرى في ولاية الجزيرة والقضارف.

### عقد 1960 الى 1969
- 1960 – تأسيس بنك السودان المركزي.
- 1960 – إطلاق المخطَّط الهيكلي الشامل لمدينة الخرطوم – أوّل رؤية عمرانيّة رسميّة لدمج الخرطوم وأم درمان والخرطوم بحري في حاضرةٍ متكاملة، أعدَّه فريقٌ يقوده المعماري السوداني عبد المنعم مصطفى.[12]
- 1961 – إنشاء محطة إذاعة أم درمان وانتقال بعض البرامج للخرطوم.
- 1962 – بنك التنمية الصناعي يفتتح فرعًا رئيسيًا.
- 1962 – بدء البثّ التلفزيوني التجريبي من أم درمان، ووصول الإرسال إلى أحياء الخرطوم الكبرى في العام التالي.
- 1963 – إنشاء «نقابة أساتذة جامعة الخرطوم».
- 1963 – تأسيس القيادة العامة للقوات المسلحة في مبناها الحالي جنوب شارع النيل.
- 1964
  - مظاهرات أكتوبر واعتصام بجامعة الخرطوم يسبب في تنحي عبود وإنشاء مجلس سيادة سوداني ثان للإشراف على الفترة الانتقالية وإجراء انتخابات.
  - إنشاء مختبر صغير للأشعّة والسرطان داخل مستشفى الخرطوم، نواة مركز الخرطوم للأشعّة والطب النووي (RICK) لاحقاً.[13]
  - تعداد السكان: 173٬500 نسمة.[14]
- 1965 – تأسيس جريدة «الصحافة» اليومية في الخرطوم.
- 1965 – مؤتمر المائدة المستديرة بالخرطوم لمناقشة حرب الجنوب، بحضور أحزابٍ شماليّة وقادةٍ جنوبيّين بهدف البحث عن صيغة للحكم الفيدرالي. طلب قادة حركة أنيانيا المسلحة الجنوبيين الإنفصال والإستقلال التام. لم يصل الى نتيجة وعادت أعمال العنف.[15]
- 1966 – بداية مشروع إسكان الصحافة جنوب العاصمة.
- 1966 – استحداث وزارة التخطيط العمراني وتأسيس جهازٍ لتنظيم الأراضي، ما أرسى قواعد التخطيط الحديث للأحياء السكنيّة في العاصمة.[12]
- 1966 – إنشاء مجمع جياد الصناعي (آليات ومركبات) قرب سوبا لدعم الجيش والتنمية.
- 1967 – انعقاد قمة جامعة الدول العربية (قمة اللاءات الثلاث).
- 1968 – تأسيس إذاعة التعليم العالي من حرم الجامعة.
- 1968 – بداية موجة جفاف الساحل الكبرى؛ وصول أوائل النازحين من تشاد ومالي والنيجر إلى ضواحي الخرطوم كالحاج يوسف والثورات.[16]
- 1968 – اغتيال القيادي الجنوبي وليم دينق نهيال خصم الأنانيا وحليف حزب الأمة بالرصاص في الخرطوم بعد عودته من جولةٍ سياسيّة، ما أجّج التوتّر بين الشمال والجنوب.[17]
- 1969 – تصاعد الحرب الأهليّة الأولى في الجنوب يدفع آلاف الدينكا والشلك إلى إنشاء تجمعات صفيح شرقيّ النيل الأزرق.
- 1969 – انقلاب مايو بقيادة جعفر نميري؛ وحدات سلاح المدرّعات تستولي على القصر الجمهوري، حلّ الأحزاب، تأميم المصارف، وتشكيل «مجلس قيادة الثورة» في الخرطوم وإعلان المدينة منطقة عسكرية.

### عقد 1970 الى 1979
- 1970
  - اتساع الرقعة العمرانية إلى 13.3 كم².
  - إنشاء بنك الخرطوم التجاري.
  - الشروع في مراجعة المخطَّط الهيكلي الثالث للخرطوم، الذى وسَّع تخوم البلدية ورسَّم لأول مرة حدوداً واضحة لأحزمة «الأحياء الطرفيّة» غرب أم درمان وجنوب جبل أولياء، تمهيداً لبرامج إعادة التوطين اللاحقة.[18]
  - شنّ الرئيس جعفر نميري حملة على كافة مقار حزب الأمة وطائفة الأنصار - الذين أبدوا معارضتهم التامة والجذرية لحكم نميري - في الخرطوم وكافة مدن السودان، إنتهت بضربة جوية على معقل تجمع طائفة الأنصار في الجزيرة أبا في ولاية النيل الأبيض. نجا منها الصادق الصديق عبد الرحمن حفيد محمد أحمد المهدي وتفرد بزعامة طائفة أنصار المهدي وحزب الأمة كليهما الى وفاته في 2020.
- 1971 – افتتاح المتحف القومي السوداني على شارع النيل.
- 1971 – بداية «الانقلاب الشيوعي» بقيادة الرائد هاشم العطّا؛ سيطر الانقلابيون لساعات على القصر الجمهوري والإذاعة قبل أن يُجهَض بعد ثلاثة أيام.
- 1971 – إعدام هاشم العطا وكل قادة الحركة في سجن كوبر عقب محاكمة عسكرية خاطفة، ما أعاد ترسيخ قبضة الرئيس جعفر نميري على السلطة.
- 1971 – بداية الحملة على الحزب الشيوعي السوداني وإعدام سكرتيرها عبد الخالق محجوب شنقا في كوبر, الخرطوم بحري.
- 1972 – افتتاح الطريق القاري المزدوج الخرطوم–بورتسودان.
- 1972 – اتفاق أديس أبابا للسلام يحتفل به في قاعة الصداقة بالخرطوم.
- 1972 – بعد توقيع «اتفاق أديس أبابا» خُطِّط حيّ مايو جنوب الخرطوم لاستيعاب النازحين؛ سُمِّي على اسم شهر الاتفاق.
- 1973
  - اقتحام سفارة السعودية على يد فلسطينيين يتبعون فصيل أيلول الأسود المتطرف حيث قتل ثلاثة دبلوماسيين أمريكيين في الحادثة التي هزّت المدينة وأعادت ترتيب إجراءات الأمن الدبلوماسي. حكم عليهم بالإعدام قبل أن يتم ترحليهم خارج السودان.
  - نشوء تجمّع «عشش المياقوما» قرب جبل أولياء ليصبح لاحقاً أكبر حيّ عشوائي في العاصمة.  
  - قاد اتحاد طلاب جامعة الخرطوم إضراباً كبيراً شاركت فيه كتل حزبية مناهضة لحكومة نميري من حزب الأمة والشيوعيين والإخوان المسلمين، احتجاجًا على سياسات الحكومة وتدهور المعيشة وتداعيات حرب الجنوب - إتفاق أديس أبابا- على الإنفاق الحكومي، انتهت بإغلاق الجامعات لأسابيع.[19]
- 1974 – ترقية أبرشية الخرطوم الكاثوليكية إلى «رئاسة أسقفية»
- 1974 – فيضان النيل يغمـر أحياء «الصحافة» و«جبرة» ويُخلِّف آلاف المشرَّدين، فتقرَّر تشييد سواتر حجرية على الواجهة النيلية
- 1974 – إنشاء مكتب «مصلحة أراضي العاصمة» لوضع أوّل خرطة لتوزيع السكن الشعبي.
- 1975 – تشغيل مصنع الذخيرة بالشجرة كجزء من مجمع الصناعات الدفاعية.
- 1975 – تحويل «المعهد الفني العالي» إلى جامعة السودان للعلوم والتكنولوجيا وإقرار لائحة جديدة لكليّاتها التطبيقية.
- 1975 – التوقيع في الخرطوم على عقد إنشاء «السوق العربي المركزي» ليربط الميناء البرّي الجديد بموقف حافلات أم درمان.[20]
- 1975 – تدشين حي الصحفيين شرق الخرطوم.
- 1976 – بناء «قاعة الصداقة» واستضافة مؤتمرات دولية.
- 1976 – «عملية المرتزقة» أو محاولة الغزو المسلّح: قوّات معارضة ينتمي أغلب أعضائها إلى دارفور مدعومة من ليبيا تتسلّل إلى الخرطوم وتشتبك مع الجيش في معارك شوارع عنيفة لثلاثة أيّام راح ضحيّتها نحو 2000 قتيل. إتهمت الحكومة الأحزاب الرئيسية كالشيوعيين وحزب الامة والإخوان المسلمين بالتامر وسجن أغلب أعضائها وأعدم بعضهم.
- 1976 – تدفُّق عمال من غرب أفريقيا للعمل في بناء خطِّ الأنابيب؛ استقرارهم في معسكر «الصحافة».
- 1976 – نشر «بيان/مانفستو الكرستاليّين» من كلية الفنون الجميلة، مُعلِناً قطيعة جماليّة مع مدرسة الخرطوم التشكيلية ومُحدثاً حراكاً ثقافياً لافتاً.[21]
- 1977 – اكتمال مدّ خطّ أنابيب النفط (بورتسودان – الخرطوم) بطول 812 كم وبدء الضخ التجريبي للخام إلى محطة طاقة الجيلي أقصى شمال الخرطوم.[20]
- 1977 – توقيع اتفاق المصالحة الوطنيّة داخل القصر الجمهوري بين الرئيس نميري وزعيم الجبهة الوطنية الصادق المهدي، وما تبعه من إطلاق سراح المعتقلين السياسيين.
- 1978 – استضافة الخرطوم القمة الخامسة عشرة لمنظمة الوحدة الإفريقية بمشاركة 49 دولة، مع تدشين الواجهة الأمامية لقاعة الصداقة لاستقبال الوفود.[22]
- 1978 – انعقاد الدورة الافتتاحية لـ«معرض الخرطوم الدولي» بمشاركة 30 دولة وحضور يقارب 300 ألف زائر، ما رسَّخ الموقع التجاري للمدينة.[23]
- 1978 – افتتاح مشروع مياه بحري الجديد لتزويد الأحياء العشوائية بشرق النيل.
- 1979 – الشروع في إزالة «عشوائيات الحِلَفَا والكيلو 10» وترحيل قاطنيها إلى مخطط «طيبة الحسناب» جنوب العاصمة، في إطار سياسة «إعادة الإسكان» عقب الجفاف والهجرات من الغرب الإفريقي.[24]
- 1979 – تأسيس «شركة النيل الكبرى لعمليات البترول» بالشراكة مع شيفرون الأمريكية لبدء استكشاف حقول جنوب كردفان من مكتبها الإقليمي في الخرطوم.[25]
- 1979 – تدشين «محطّة بحري الحرارية» بقدرة 60 ميغاواط، ما ضاعف الطاقة الكهربائية المغذّية للأحياء الصناعية في الخرطوم بحري.
- 1979 – افتتاح المهبط الجديد للطيران الداخلي في مطار الخرطوم واستقبال أولى رحلات «سودانير» بطائرة بوينغ 707 على المدرج المحدث.
- 1979 – إطلاق محطة التلفزيون القومي في أم درمان وبثها الى كافة أنحاء السودان وبثها من استوديوهات الخرطوم.
- 1979 – إطلاق مشروع «الحزام الأخضر» لغرس 250 ألف شجرة حول المدينة للحدّ من زحف الرمال القادمة من برّي وشرق النيل.

### عقد 1980 الى 1989
- 1980 – امتداد مساحة المدينة إلى 101.3 كم²؛ إنشاء حي الطائف الراقي.
- 1980 – بداية هجرةٍ كثيفة من أقاليم دارفور وغرب كردفان وتشاد إلى الخرطوم عقب موجة الجفاف في منطقة الساحل، ما أدّى إلى تضخّم أحياء الصفيح مثل «مايو» و«الحاج يوسف» وتَحوُّلها إلى أكبر تجمعاتٍ عشوائيّة في البلاد.
- 1981 – إنشاء معهد العلوم المصرفية (بنك السودان).
- 1981 – افتتاح كوبري الإنقاذ على النيل الأبيض، موسّعاً الربط بين الخرطوم وأم درمان.
- 1981 – افتتاح مبنى وزارة التخطيط العمراني على ضفاف النيل الأزرق، ليكون أوّل مجمّع حكومي مُشيَّد على الطراز الحداثي في الخرطوم
- 1982 – تدشين سدّي تنظيم الفيضان على النيل الأبيض.
- 1982 – إطلاق المجمّع الصناعي بسوبا لإنتاج مواد البناء والصناعات الثقيلة.
- 1983
  - الرئيس جعفر نميري يعلن من قاعة البرلمان بالخرطوم «قوانين سبتمبر» لتطبيق الشريعة في كافة أقاليم السودان ماعدا إقليم الجنوب، لتصبح العاصمة مركزاً لموجة احتجاجاتٍ عارمة قادتها النقابات والطلبة.
  - اندلاع تمردات ضباط الجيش من الانانيا الثانية او مايعرف بالحرب الأهلية الثانية.
  - تضاعُف أعداد النازحين الجنوبيين في أحياء سوبا والأزهري والكلاكلة.
  - انتقال جامعة جوبا مؤقتاً إلى الخرطوم.
- 1984 – إضراب الأطباء والمعلمين إحتجاجا على تدهو الأجور الشديد والمفاجئ؛ وبناء مسجد الشيخ.
- 1984 – جفاف دارفور وتشاد يرفع عدد الوافدين إلى الخرطوم بنحو 200 ألف نسمة خلال عام واحد.[26]
- 1984 – بدء أعمال تشييد «جسر الإنقاذ» (النيل الأبيض – أمبدة)، وهو أطول جسر مُعلَّق في السودان آنذاك ويربط الضفة الغربيّة بالعاصمة.
- 1985
  - انتفاضة أبريل؛ سقوط نميري وإعلان الجيش بعد إنقلابه بقيادة الفريق عبد الرحمن سوار الذهب على حكومة نميري وشكل «المجلس العسكري الانتقالي» . تم ترقية سوار الدهب الى مشير بعد الإنقلاب على نميري بثلاث أسابيع.
  - سكان التجمع الحضري: 1٬611٬000 نسمة.
  - الحكومة الانتقاليّة تُصدر قراراً بتقنين أوضاع العشوائيات، غير أنّ عمليات الإخلاء تتواصل في عشوائيات «دار السلام» و«انقولا» جنوب العاصمة.
  - اكتمال المرحلة الأولى لمحطة مياه سوبا الجديدة بطاقة 120 ألف م³/يوم لمعالجة النقص الحاد في مياه الشرب.
- 1986 – أول انتخابات حرّة وافتتاح جسر القوات المسلحة.
- 1986 – مسحٌ لوزارة الشؤون الهندسية يحصي 42 حيّاً عشوائياً يقطنها نحو 900 ألف شخص في محيط العاصمة.[27]
- 1986 – تدشين «فندق الهيلتون – الخرطوم» (لاحقاً كورنثيا القديمة) على ضفة النيل الأزرق بارتفاع 17 طابقاً، ليصبح أعلى مبنى فندقي في المدينة آنذاك.
- 1987 – اجتياح الجراد والحكومة تعلن الخرطوم «مدينة منكوبة».
- 1987 – تشكيل «لجنة تنظيم السكن العشوائي»؛ بدء ترحيل سكان «الوحدة» إلى مخطط ''أمبدة'' غرب أم درمان.
- 1987 – حملة «الجرافات» لإزالة الأحياء العشوائيّة حول طريق مدني السريع، وإبعاد نحو 50 ألف أسرة مشردة وأعيد توطين معظمها لاحقا في مخطط «طيبة الحسناب» الحكومي.
- 1987 – تأسيس «مستشفى بحري التعليمي» (400 سرير) كأكبر توسعة للمرافق الصحيّة منذ الاستقلال.
- 1988 – افتتاح «المجمّع الصناعي الحربي باليرموك» جنوب الخرطوم لإنتاج الذخائر الخفيفة.
- 1988 – فيضان النيل التاريخي: منسوب النيل الأزرق يسجّل 17.14 متر (أعلى مستوى منذ 1946) ويُغرِق أحياء «الكلاكلة»، «الجريف غرب» و«شمبات»، ويُشرِّد اكثر من 100 ألف شخص.
- 1989 – توقيع اتفاقية تمويل لبناء «مستشفى جعفر بن عوف التخصُّصي للأطفال» بمنحة من الحكومة النروجيّة.
- 1989 – الحكومة تتبنّى خطة «الحزام الأخضر» للفصل بين العمران المنظَّم والعشوائي شرق النيل.
- 1989 – انقلاب الإنقاذ بقيادة العقيد عمر البشير؛ حلّ البرلمان وإغلاق الصحف المعارضة.
- 1989 – إنشاء جهاز «الأمن الشعبي» كجناح أمني للحكومة الجديدة.
- 1989 – بدء تنفيذ مشروع «كهرباء قرّي البخارية» (600 ميغاواط) لتوفير الطاقة للخرطوم وضواحيها مع الاستعانة بتمويلٍ صيني.

### عقد 1990 الى 1999
- 1990 – تعداد التجمع الحضري: 2٬360٬000 نسمة.
- 1991
  - تقسيم السودان إلى ولايات وتصبح الخرطوم ولاية اتحادية وإستحداث موقع والي الخرطوم.
  - إجلاء قوّات أمريكيّة لرعاياها من سفارة الخرطوم إثر توتّر ما بعد «عاصفة الصحراء»[28]
  - انعقاد المؤتمر الشعبي العربي الإسلامي في قاعة الصداقة.
  - صدور «قانون تخطيط وتنظيم ولاية الخرطوم» الذي استهدف إزالة العشوائيات ونقل قاطنيها إلى '''البقعة''' و'''جبرَه'''.[29]
  - إقرار قانون الحكم المحلي الجديد الذى وسّع صلاحيات جهاز الأمن[30]
- 1992 – افتتاح صالة جديدة للركاب بمطار الخرطوم الدولي واستحداث ممر عسكري موازٍ.
- 1992 – انتقال أُسامه بن لادن رسمياً إلى الخرطوم، وتأسيسه عدّة شركات (الهدى، وادي العقيق) توفّر البنية التحتيّة والطرقات في جنوب العاصمة.[31][32]
- 1993
  - إعلان الولايات المتحدة السودان «دولة راعية للإرهاب» وتُغلق مكاتب المعونة الأمريكية بالخرطوم.
  - تأسيس مجموعة بنك الخرطوم.
  - احتضان مقر شركة «سوداتل».
  - تعداد السكان داخل المدينة يصل الى 924٬505 نسمة.
  - تقرير حكومي يُقدِّر أن ثلثي سكان الخرطوم يعيشون خارج الحدود الرسمية للمدينة في مساكن غير مُخطَّطة.
- 1994 – اعتقال «كارلوس الثعلب» وتسليمه لفرنسا.
- 1995
  - إنشاء سوق الخرطوم للأوراق المالية.
  - عدد سكان الخرطوم يتجاوز ثلاثة ملايين.
  - إنشاء معهد الدراسات الإستراتيجية والدفاعية داخل مجمع القيادة.
- 1996 – اكتمال مشروع «خط أنابيب النفط الخرطوم–الأبيض» لتزويد العاصمة بالوقود من حقول أبيي.
- 1997 – تأسيس «شركة النيل الكبرى للبترول».
- 1997 – إصدار الرئيس الأمريكى جيمي كارتر الأمر التنفيذى 13067 بفرض عقوبات اقتصادية شاملة على السودان,[33] توقفت عدد كبير من الطائرات الغربية من الهبوط في مطار الخرطوم أو المرور في الأجواء السودانية.
- 1997 – المصادقة على قانون «الترخيص النفطي» وبدء تشييد مرفق معالجة البترول في الجيلى شمالى الخرطوم
- 1997 – تصعيد القتال بجنوب السودان يرفع تدفُّق النازحين من شعوب النيلوتيك في جنوب السودان إلى أطراف الخرطوم متجاوزيين أكثر من 1.5 مليون نسمة.
- 1998
  - 20 أغسطس: قصف مصنع الشفاء للأدوية في بحري بصواريخ القوات الجوية الأمريكية.
  - فقدان 60 ٪ من مخزون أدوية الملاريا وارتفاع أسعار الدواء.[34]
  - توسع مسطح المدينة إلى 343.8 كم².
- 1999
  - • تدشين «متحف القصر الجمهوري» في مباني سرايا غردون بعد ترميمها، ضمّ مقتنيات المهدي ودار الوثائق.
  - توقيع اتفاقية «مشروع سدى أعالى التكّة» لتوليد الكهرباء قرب الخرطوم بتمويل صينى
  - تشييد مركز مالك الإسلامي بحي الرياض.
  - إنشاء «وزارة الرعاية الاجتماعية والإنسانية» لتنسيق العمل مع المنظمات الدولية في معسكرات النزوح حول الخرطوم.
  - تشغيل محطة بحري الحراري للكهرباء بقدرة 110 ميغاواط لخدمة الأحياء وكافة المنشآت المدنية والعسكرية.
  - افتتاح «خط أنابيب الصمّامات الكبرى» إلى ميناء بشائر، وبدء تصدير النفط؛ طفرة عقاريّة حول شارع النيل ومقرّات الشركات الآسيوية.
  - بداية الشراكة التجارية بين السودان و جمهورية الصين الشعبية
- 2000
  - تأسيس صحيفة الخرطوم مونيتور (أوّل صحيفة إنجليزية مستقلة).
  - مجزرة مسجد جرافة في أم درمان نفّذها عنصر من جماعة «التكفير والهجرة».
  - تدشين جسر القوات المسلحة (جسر كوبر لاحقاً).
  - تقدير عدد سكان الخرطوم: 3٬505٬000 نسمة.

## القرن الحادي والعشرون

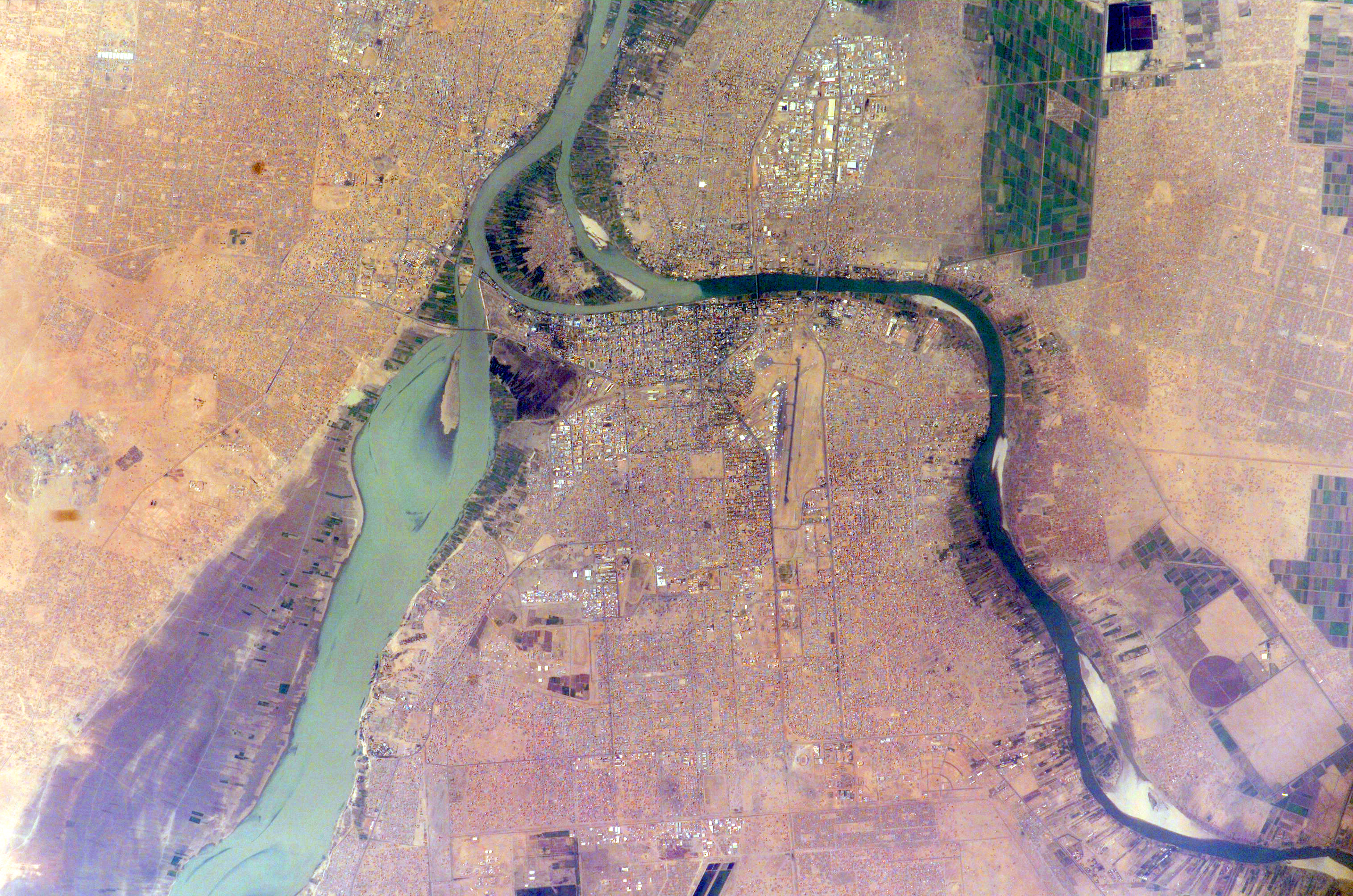
منظر جوي لمدن أم درمان (أعلى اليسار)، الخرطوم (النصف السفلي)، والخرطوم بحري (أعلى اليمين)، 2005

### عقد 2001
- 2001
  - تدشين مشروع الطريق الدائري الجنوبي بطول 17 كم لربط شرق العاصمة بغربها فوق مجرى السكة حديد.
  - تأسيس مركز بحوث الإيدز في مستشفى جبرة رابع أكبر مركز علاجي في أفريقيا حينها.[35]
- 2002
  - وضع حجر الأساس لـفندق السلام روتانا على ضفاف النيل الأزرق.
  - اتفاق "برغنستوك" لوقف القتال في جبال النوبة أُبرم اتفاق أولي بين الحكومة وحركة التمرد بنتيجة مبادرة سويسرية
  - فصل المتحف الأثنولوجي عن المتحف الوطني عام وأُعيد إنشاءه بإسم "معهد الحضارة السودانية"
  - وقّع السودان في الخرطوم عقود المرحلة الأساسية من مشروع سد مروي على النيل، بدعم مالي من بنك التصدير–الاستيراد الصيني وغيرها، لتوفير الكهرباء وتعزيز التنمية الاقتصادية.
  - بداية مشاريع خدمات الجمع ونقل النفايات بنظام تمويلي بـ18 مليون دولار، وفق حاكم الخرطوم، ضمن مشاريع التطوير الحضري والمرافق العامة.[36]
- 2003
  - تدفُّق موجات نازحين غير مسبوقة من دارفور مع إندلاع ثورة حركة العدل والمساواة المنشقة عن الإخوان المسلمين وحركة تحرير السودان المنبثقة من الجيش الشعبي لتحرير السودان - كلاهما من قومية الزغاوة -وبداية حرب الإقليم الغربي وأنشـطة عشوائيات كبرى في «مايو» و«الحاج يوسف».
  - افتتاح مطار الخرطوم الدولي - المدرج 18/36 المعاد تأهيله ليتسع لطائرات عريضة البدن.[37]
- 2004
  - انطلاق مشروع المقرن التنموي —أكبر خطة إعادة تطوير عمراني، شملت إزالة أحياء صفيحية على طول النيل.
  - 12 أكتوبر: المظاهرة الطلابية الأولى ضد ارتفاع رسوم الجامعات لأول مرة منذ 1998.
  - إنشاء مدرسة المجتمع الدولي بالخرطوم (KICS) بضاحية أركويت لخدمة الجاليات الدبلوماسية.
  - احتجاجات طلابية ضد إجراءات الحكومة في حرب دارفور أمام جامعة الخرطوم تهدف إلى نشر روايات من تعدهم الضحايا في الصراع وسط تعتيم إعلامي.
  - إطلاق خدمات الإنترنت ذات النطاق العريض للمنازل عبر مجموعة سوداتل في عام 2004.
  - تنظيم الدورة الأولى لـمعرض الخرطوم الدولي للكتاب بأرض المعارض ببري.
- 2005
  - 18 مايو: أحداث سوبا أراضي؛ اشتباكات بين الشرطة وسكان المخطط العشوائي المسلحين بالأسلحة البيضاء وقليل من السلاح الناري خلفت عشرات القتلى.[38]
  - افتتاح متحف السودان للتاريخ الطبيعي داخل جامعة الخرطوم.
  - تدشين خدمة الهاتف الجوال الجيل الثاني (2.5G) بشركة «زين» في العاصمة.
  - مظاهرات احتجاجية في المدينة في رد فعل عنيف تجاه حادث طائرة أدى الى مقتل جون قرنق الذي يعد زعيم الثورة الجنوبية والمؤسس والقائد الاوحد للجيش الشعبي.
  - صدور صحيفة سيتزن بمدينة جوبا وتوزيعها في الخرطوم.
  - الخرطوم تُعلن "عاصمة الثقافة العربية" من قبل الجامعة العربية واليونسكو.
  - عدد السكان يقارب 3,979,000 نسمة.
- 2006
  - 6 أغسطس: افتتاح جسر المنشية الرابط بين الخرطوم والخرطوم بحري عبر جزيرة تُـوتي
  - إعلان المخطط الهيكلي الإستراتيجي للعاصمة 2030 بالتعاون مع شركة دار الهندسة.
  - عقد قمة الاتحاد الإفريقي في الخرطوم.
  - انعقاد قمة جامعة الدول العربية في المدينة.
- 2007
  - 15 يناير: إطلاق إذاعة العاصمة FM 91.0 أول محطة خاصة مرخصة تبث من الخرطوم.
  - انعقاد النسخة الأولى من مهرجان الخرطوم الدولي للأفلام القصيرة بسينما كلوزيوم.
  - اكتمال بناء جسر المك نمر الرابط بين الخرطوم والخرطوم بحري.
  - دخول شركة مجموعة إم تي إن سوق الهاتف الجوال.
  - انتهاء دراسة لمشروع شبكات مياه الخرطوم بتمويل الوكالة اليابانية للتعاون الدولي.
- 2008
  - أبريل: تشغيل محطة كهرباء قري الغازية-1 (220 ميغاواط) شمال بحري.
  - يونيو: حملة موسَّعة لإزالة أكشاك الأسواق المركزية أدت إلى احتجاجات تجار بالصحافة وحي السوق العربي.
  - 10–12 مايو: هجوم حركة العدل والمساواة على أمدرمان والخرطوم والجانب الغربي من الولاية في واقعة شابهت أحداث المرتزقة في السبعينات.
  - افتتاح عفراء مول كأكبر مركز تسوّق مغلق بالبلاد.
  - اكتمال بناء برج الفاتح او ما يعرف حاليا بإسم فندق كورنثيا الخرطوم. تعرض للتخريب خلال معركة الخرطوم عامي 2023 و 2024.
- 2009
  - يناير: تشغيل برج النيل (بتروناس) بارتفاع 180 م؛ أصبح أطول مبنى في السودان. إحترق جزئيا خلال نزاع السودان في عام 2024.
  - اكتمال بناء سد مروي في، وبلغ إجمالي طوله 9.2 كيلومتر فيما يصل ارتفاعه إلى 67 متر.
  - أبريل: اكتمال برج الاتصالات القومي (سوداتل) ذي التصميم الحلزوني على شارع النيل.
  - يوليو: تدشين محطة مياه بحري الجديدة بطاقة 300,000 م³/يوم لتعويض شح الإمداد بالصيف.
  - إجراء أول عملية زراعة كِلية بمستشفى سوبا الجامعي.
  - افتتاح جسر توتي رسميًّا.
  - بدء بث'قناة الشروق' الفضائية من استديوهات الخرطوم.
  - إطلاق بطاقة الصرّاف الآلي القومية «مِــرق» وربط معظم البنوك.
  - إعادة افتتاح 'إستاد الهلال بعد توسعة سِعته.
- 2010
  - إعلان نتائج التعداد الخامس؛ الخرطوم تتخطى 4.5 مليون نسمة، وجدل حول نسبة الجنوبيين.[39]
  - اختيار الخرطوم مقرًّا لأول مركز إقليمي للصليب الأحمر في شرق أفريقيا.
  - عقد ملتقى الحوار الثقافي السوداني-الجنوبي بقاعة الصداقة قبيل استفتاء الانفصال.
  - انطلاق شبكة حافلات «بصات الوالي» بخمسة مسارات تجريبية لربط الأطراف بالوسط.
  - شغيل خط أنابيب مياه النيل الأبيض لتغذية أحياء جبل أولياء.
  - بداية تشغيل نظام "ساهرون للرقابة المرورية" في ولاية الخرطوم.
  - إجراء أول انتخابات وطنية متعددة الأحزاب منذ 25 عامًا. والتي أفضت إلى إعادة انتخاب عمر البشير رئيسًا بنسبة 94%.
  - التشغيل الكامل جسر توتي الحديث الرابط بين توتي والخرطوم.
  - إعادة تأهيل وتوسعة لإستاد الخرطوم إستعداد لإستضافة بطولة أمم أفريقيا في كرة القدم للمحليين بنسختها الاولى في مدينة الخرطوم.

### عقد 2010
- 2011 – إنفصال وإستقلال جمهورية جنوب السودان وما أعقبه من صدمة اقتصادية حادة واحتجاجات متقطعة في الخرطوم بعد فقدان أكثر من 70 % من عائدات النفط.
- 2011 – افتتاح برج هيئة الاتصالات الوطنية كأطول مبنى تجاري في السودان.
- 2012
  - يونيو: احتجاجات اقتصادية ضد خفض الدعم على الوقود والسلع.
  - أكتوبر: قصف بصواريخ إسرائيلية على مصنع اليرموك للأسلحة جنوب الخرطوم خلال مجريات الحرب على غزة 2012.
- 2013 – سبتمبر: مظاهرات عارمة ضد زيادة أسعار الوقود؛ قوات الأمن تقتل ما لا يقل عن 6 متظاهرين.
- 2014 – تشغيل خدمة قطار «النيل» الحديثة بين بورتسودان–عطبرة–الخرطوم.[40]
- 2014 – إعادة تأهيل طريق الخرطوم–بورتسودان الرئيسي المزدوج بتمويل من البنك الدولي لصيانة وترميم الطريق الحيوي الرابط بين العاصمة والميناء[41]
- 2015 – حل الاتفاق الثلاثي بين إثيوبيا ومصر والسودان حول مياه النيل (اتفاق الخرطوم 2015)
- 2016 – فيضانات أغسطس التي أغرقت أحياء واسعة.[42]
- 2017 – رفع الولايات المتحدة العقوبات الاقتصادية عن السودان.[43]
- 2018 – أعلن السودان مشاركته في مبادرة طريق الحرير الصينية، ما يمهد لدعم مشاريع تشكيل شبكة طرق وسكك حول العاصمة
- 2018 – ديسمبر: اندلاع احتجاجات واسعة ضد نظام عمر البشير في الخرطوم بسبب أزمة الخبز والنقد.[44]
- 2019
  - 6 أبريل: اعتصام كبير أمام القيادة العامة للقوات المسلحة في الخرطوم.
  - 11 أبريل: سقوط نظام عمر البشير بانقلاب عسكري.
  - حظر حزب المؤتمر الوطني
  - 3 يونيو: فض الاعتصام بالقوة من قبل قوات الدعم السريع والجيش، وسقوط عشرات القتلى.
  - 17 أغسطس: توقيع الاتفاق السياسي بين المدنيين والعسكريين لتقاسم السلطة.
  - 21 أغسطس: تعيين عبد الله حمدوك رئيسًا للوزراء وتشكيل مجلس السيادة السوداني الانتقالي.
  - حل جهاز الأمن الوطني وكافة أذرعه المدنية وشبه العسكرية.

### عشرينيات القرن الحادي والعشرين (2020-2025)
- 2020
  - 13 مارس: تسجيل أول إصابة مؤكَّدة بـ«كوفيد-19» في الخرطوم وإعلان حالة طوارئ صحية وإغلاق جزئي للأسواق والمدارس.
  - 25 أغسطس: منسوب النيل الأزرق يتخطّى 17.5م ويُغرق أحياء بري، الكلاكلة، توتي والخرطوم بحري، فتُعلَن الولاية «منطقة كوارث طبيعية».
- 2021
  - 21 يونيو: توقيع «إعلان المبادئ» بين الحكومة التي يرأسها عبد الفتاح البرهان ونائبه محمد حمدان دقلو وحركات مسلّحة بفندق السلام روتانا تمهيداً لاتفاق سلام شامل.
  - 30 يونيو: «مليونية الثلاثين من يونيو» تجتاح شوارع الخرطوم للمطالبة بمدنية الدولة؛ إغلاق كبري النيل الأزرق وإصابة عشرات المتظاهرين.
  - 25 أكتوبر: قائد الجيش عبد الفتاح البرهان يُعلِن حالة الطوارئ ويحلّ مجلسَي السيادة والوزراء؛ قطعٌ شامل للإنترنت واعتقالات طالت رئيس الوزراء حمدوك.
  - 17 نوفمبر: سقوط 15 قتيلاً على الأقل برصاص الأجهزة الأمنية بما فيها قوات الدعم السريع أثناء مسيرات رافضة للانقلاب في أحياء بحري والديوم الشرقية.
- 2022
  - 2 يناير: حمدوك يستقيل من رئاسة الوزراء على الهواء مباشرة، وإعلان عصيان مدني يُربك حركة المواصلات والمعاملات الحكومية في الخرطوم.
  - 30 يونيو: تسعة قتلى وأكثر من 600 مصاب في «مليونية زَلزال» ضد الحكم العسكري؛ استخدام قنابل الغاز الحيّة قرب القصر الجمهوري.
  - 29 أكتوبر: توقيع «الاتفاق الإطاري» بدار الضيافة في الخرطوم بوساطة أممية لاستعادة مسار الانتقال المدني.
- 2023
  - 15 أبريل: اندلاع الاشتباكات بين الجيش وقوات «الدعم السريع» وسط الخرطوم؛ قصف متبادل حول القيادة العامة والمطار الدولي. في ما عرف لاحقا بمعركة الخرطوم, إحدى أهم محطات نزاع السودان.
  - 23 أبريل: جسر جوي لإجلاء الدبلوماسيين عبر قاعدة وادي سيدنا وبورتسودان؛ مغادرة طائرات أمريكية وفرنسية وسعودية.
  - 29 أبريل: نهب مستودعات برنامج الغذاء العالمي بالمدينة الرياضية ونهب عربات «يونيسف» في شارع الغابة.
  - 6 سبتمبر: الجيش يعلن تأمين طريق «أم درمان–الدويم» واستعادة جسر النيل الأبيض بعد معركة استمرت 48 ساعة.
  - 26 ديسمبر: جامعة الخرطوم تستأنف التدريس جزئياً عبر منصّات التعليم الإلكتروني بعد تسعة أشهر من التوقف القسري.
- 2024
  - 30 يوليو: محاولة اغتيال البرهان بطائرة مُسيّرة أثناء حفل تخرُّج عسكري بجبيت؛ مقتل خمسة ونجاة المستهدف.
  - 12 نوفمبر: وزارة الخارجية تُجمِّد العلاقات مع كينيا احتجاجاً على استضافة نيروبي لمؤتمر تحالُف «الدعم السريع».
- 2025
  - 26 مارس: الجيش يُعلن «تحرير الخرطوم» وإنتهاء معركة الخرطوم بعد سيطرته على القصر الجمهوري، المطار الدولي، وجسر المنشية؛ البرهان يُصرِّح: «الخرطوم حُرَّة».
  - 1 أبريل: وصول أول قافلة مساعدات أممية إلى وسط الخرطوم عبر كبري النيل الأزرق منذ اندلاع الحرب.
  - 20 مايو: القيادة العامة تُعلن خلو ولاية الخرطوم من أي وجود لقوات «الدعم السريع» بعد عمليات تمشيط في جنوب أم درمان.
  - تجاوز عدد القتلى في ولاية الخرطوم 61,000 شخص خلال معركة الخرطوم في دراسة أولية[45]، بينهم أكثر من 26,000 في المعارك مباشرة. على أن الحوادث المسجلة في شهادات وفاة رسمية وصلت الى 21 الف في مدينة الخرطوم.[46] وخسائر إقتصادية في كافة أنحاء الخدمات والبنى التحتية والممتلكات الخاصة والعامة تترواح بين 60 الى 127 مليار دولار حسب دراسات.[47] بينما قدرت سلطات الخرطومّ مبلغ 300 مليار دولار لإعادة إعمار العاصمة بمفردها.

## فهرس
Published in 20th century
- "Omdurman, Khartoum North, and Khartoum"، Anglo-Egyptian Sudan: a compendium prepared by officers of the Sudan government، London: H.M. Stationery Office، 1905
- Arkell, A. J. Early Khartoum. CUP, Cambridge 1949.
- Ernest Alfred Wallis Budge (1906)، "Khartum"، Cook's Handbook for Egypt and the Sudan (ط. 2nd)، London: T. Cook & Son، OCLC:7434398
- Eustace A. Reynolds-Ball (1907)، "Khartoum"، Cairo of To-Day (ط. 5th)، London: Adam & Charles Black
- "Khartum". Guide to Egypt and the Sudan (ط. 5th). London: Macmillan and Co. 1908.
- Chisholm, Hugh, ed. (1911). "Encyclopædia Britannica". Encyclopædia Britannica (بالإنجليزية) (11th ed.). Cambridge University Press.
- "Khartum and Omdurman"، Egypt and the Sudan (ط. 7th)، Leipzig: Karl Baedeker، 1914
- McLean, W. H. The planning of Khartoum and Omdurman; transactions of the Town Planning Conference, October 1910. London 1919.
- El-Bushra، El-Sayed (1979). "Some Demographic Indicators for Khartoum Conurbation, Sudan". Middle Eastern Studies. ج. 15 ع. 3: 295–309. DOI:10.1080/00263207908700413. JSTOR:4282756. PMID:11614947.
- H. R. J. Davies (1994). "A Rural 'Eye' in the Capital: Tuti Island, Khartoum, Sudan". GeoJournal. ج. 33 ع. 4: 387–392. DOI:10.1007/BF00806421. JSTOR:41146238. S2CID:154051487.
- Stevenson، R. C. (1966). "Old Khartoum, 1821-1885". Sudan Notes and Records. ج. 47: 28f. ISSN:0375-2984. JSTOR:44947302.
- R.P.D. Walsh؛ وآخرون (1994). "Flood Frequency and Impacts at Khartoum since the Early Nineteenth Century". Geographical Journal. ج. 160 ع. 3: 266–279. DOI:10.2307/3059609. JSTOR:3059609.
- Noelle Watson، المحرر (1996). "Khartoum". International Dictionary of Historic Places: Middle East and Africa. UK: Routledge. ص. 420+. ISBN:1-884964-03-6. مؤرشف من الأصل في 2025-04-24.
- Walkley, C. (1935). The story of Khartoum. Sudan Notes and Records, 18(2), 221–241.

Published in 21st century
- Galal Eldin Eltayeb (2003). "The Case of Khartoum, Sudan". Understanding Slums: Case Studies for the Global Report 2003. United Nations Human Settlements Programme and University College London. مؤرشف من الأصل في 2022-10-30.
- Paul Tiyambe Zeleza؛ Dickson Eyoh، المحررون (2003). "Khartoum, Sudan". Encyclopedia of Twentieth-Century African History. Routledge. ISBN:0-415-23479-4.
- كيفن شيلنغتون، المحرر (2005). "Khartoum". Encyclopedia of African History. Fitzroy Dearborn. ISBN:978-1-57958-245-6.
- Bruce E. Stanley؛ Michael R.T. Dumper، المحررون (2008)، "Khartoum"، Cities of the Middle East and North Africa، Santa Barbara, US: ABC-CLIO
- Sara Pantuliano؛ وآخرون (2011)، City Limits: Urbanisation and Vulnerability in Sudan: Khartoum Case Study، London: Overseas Development Institute، مؤرشف من الأصل في 2016-03-03 – عبر International Relations and Security Network

## روابط خارجية
- "(Khartoum)". دليل الوصول المفتوح إلى الدوريات. UK. (Bibliography of open access  articles)
- "(Khartoum)" – عبر Qatar National Library, Qatar Digital Library. (Images, etc.)
- "(Khartoum)" – عبر أوروبيانا. (Images, etc.)
- "(Khartoum)" – عبر المكتبة العامة الرقمية الأمريكية. (Images, etc.)
- "(Khartoum)". Internet Library Sub-Saharan Africa. Germany: Frankfurt University Library. 15 يناير 2019. (Bibliography)
- "(Khartoum)". Connecting-Africa. Leiden, Netherlands: African Studies Centre. (Bibliography)
- "(Khartoum)". AfricaBib.org. (Bibliography)
- "Khartoum, Sudan". ماضي السود  [لغات أخرى]‏. US. 7 يوليو 2010. مؤرشف من الأصل في 2017-09-11.{{استشهاد ويب}}:  صيانة الاستشهاد: علامات ترقيم زائدة (link)